# Плещеев, Фёдор Фёдорович
Фёдор Фёдорович Плеще́ев (1672 — 22 ноября 1701, Москва) — приближённый Петра I.

## Биография
Судя по письмам Петра I к Ф. М. Апраксину и Ф. Ю. Ромодановскому, а также по письмам самого Плещеева, видно, что он был близким к царю человеком.
В 1694 году сопровождал Петра в его путешествии в Архангельск, в 1695—1696 гг. участвовал в Азовских походах, а в 1697 году, вместе с ним изучал корабельное дело на Ост-Индской верфи в Амстердаме.
В начале 1698 года, когда Пётр Великий, уехал оттуда в Лондон и Дептфорд для ознакомления с постановкой корабельного дела в Англии, Плещеев остался в Амстердаме и исполнял возложенные на него царём поручения: он заказал пушки и купил 20 000 ружей, парусное полотно и другие корабельные вещи, для уплаты за которые, получал векселя из Москвы.
Согласно расписанию, сделанному Петром, Плещеев набрал много голландцев в русскую службу, а относительно найма командиров, офицеров и лекарей для флота поджидал ещё подтвердительного письма от Петра. В деле этого найма большую помощь оказал Крюйс Корнелиус — учёный и опытный мореплаватель, уже в то время занимавший высокое служебное положение в знаменитом тогда голландском адмиралтействе.
Плещеев писал о нём Петру, что он «зело человек истинно добр» и что без него трудно будет обойтись на флоте, а потому находил весьма желательным приглашение его в русскую службу хотя бы даже с бо́льшим, чем раньше предполагалось, вознаграждением, и Крюйс действительно вступил в русскую службу.
Оставаясь в Амстердаме, Плещеев получал всю почтовую корреспонденцию, адресованную царю, и не только пересылал её в Англию, но делал даже иногда для царя извлечения из писем. Так, например, он сделал выписку из польских писем, по поводу которых прибавил:
Кажется, за помощию Божией, идет счастливо, и кардинал уже склонился. Дай, дай, Боже, во всем намеренном конец благополучен.
Плещеев был посвящён в текущие государственные дела и пользовался доверием царя, а пересылая полученную от Лефорта Франца выписку о каком-то румыне, он спрашивает: «изволишь, государь, мне дать ведать, что мне о том отписать к Москве».
Ещё до отъезда Петра из Амстердама, Плещеев доносил ему о своих переговорах с голландцем Тесингом, известным типографом, с которым Пётр, два года спустя, в 1700 году, заключил контракт о предоставлении ему исключительного права на печатание книг, географических карт и рисунков на русском и голландском языках и на продажу таковых в России.
Плещеев вообще был очень дельным и значимым человеком. В свою очередь, и Плещеев обращался к Петру, в бытность его в Англии, с некоторыми просьбами: так, он просил царя купить разные необходимые инструменты и книгу о кораблестроении, хотя бы на английском языке. В списке «Преображенского полку начальным людям и урядникам», составленном, по-видимому, вскоре по возвращении царя, напротив имени Фёдора Плещеева стоит отметка «был за морем».
В первой половине ноября 1701 года Плещеев находился в Москве и получил от Петра из Коломны два письма. Несмотря на то, что 16 ноября он заболел горячкой, ещё 20 ноября писал письмо Петру, а два дня спустя умер.
Узнав о его смерти, Пётр Великий распорядился, чтобы к похоронам были приготовлены герб и бюст Плещеева, а когда князь Борис Алексеевич Голицын сообщил ему, что «персона Федора Федоровича не потрафлена», то Пётр написал думному дьяку Андрею Андреевичу Виниусу:
Прошу вас, извольте с лица его сделать фигуру из воска или из чего знаешь, как ты мне сказывал, о чем паки прошу, дабы исправлено было немедленно.
Женат на княжне Прасковье Фёдоровне Долгоруковой († 1704), дочери стольника Фёдора Богдановича Долгорукова, погребена в Богоявленском монастыре.